# AOK Plus

Logo 2009

Die AOK Plus – Die Gesundheitskasse für Sachsen und Thüringen (Eigenschreibweise: AOK PLUS) ist ein Träger der gesetzlichen Krankenversicherung aus der Gruppe der Allgemeinen Ortskrankenkassen und eine Pflegekasse für die Länder Sachsen und Thüringen.
Die Zentrale der AOK Plus hat ihren Sitz in Dresden. Sie verfügt über mehr als 130 Filialen in Sachsen und Thüringen. Rund 7000 Mitarbeiter  betreuen die über 3,4 Millionen Versicherten. Das Haushaltsvolumen der Krankenkasse betrug im Jahr 2020 rund 13 Milliarden Euro.

## Geschichte
Zum 1. Januar 2008 fusionierten die AOK Sachsen und die AOK Thüringen zur AOK Plus. Die AOK Plus beabsichtigte, zum 1. Januar 2011 mit der AOK Hessen zu fusionieren. Der Verwaltungsrat der AOK Plus beendete jedoch im November 2010 die Fusionsverhandlungen.

## Beitragssätze
Seit 1. Januar 2009 werden die Beitragssätze vom Gesetzgeber einheitlich vorgegeben. Der Zusatzbeitrag der AOK Plus betrug von 2017 bis 2020 einkommensabhängig 0,6 Prozent des beitragspflichtigen Einkommens. 2021 und 2022 betrug er 1,2 Prozent, 2023 lag er bei 1,5 Prozent, 2024 bei 1,8 Prozent. Im Jahr 2025 beträgt er 3,1 %.

## AOK Sachsen

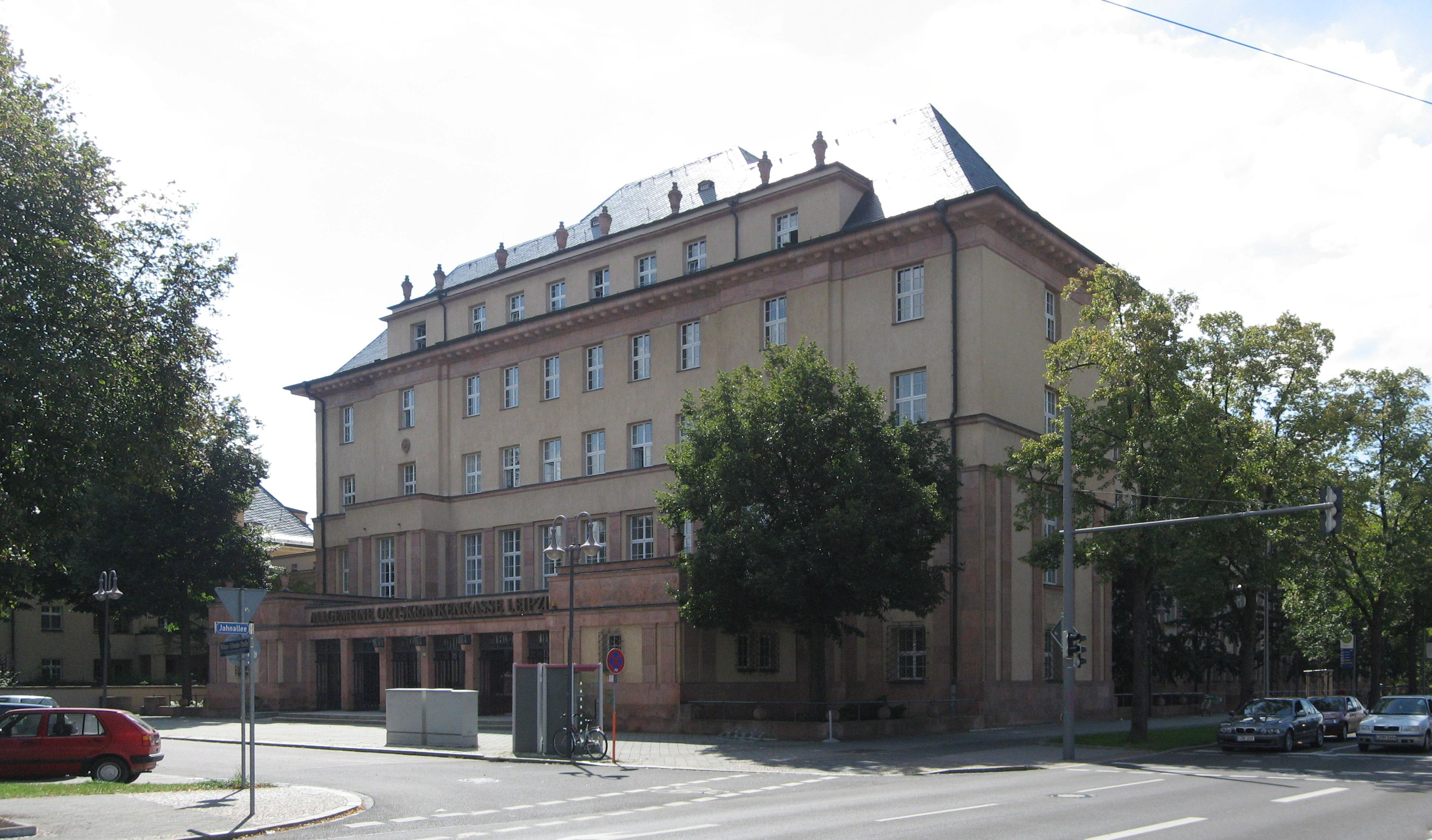
AOK-Gebäude in Leipzig, erbaut 1923–1925 von Otto Droge

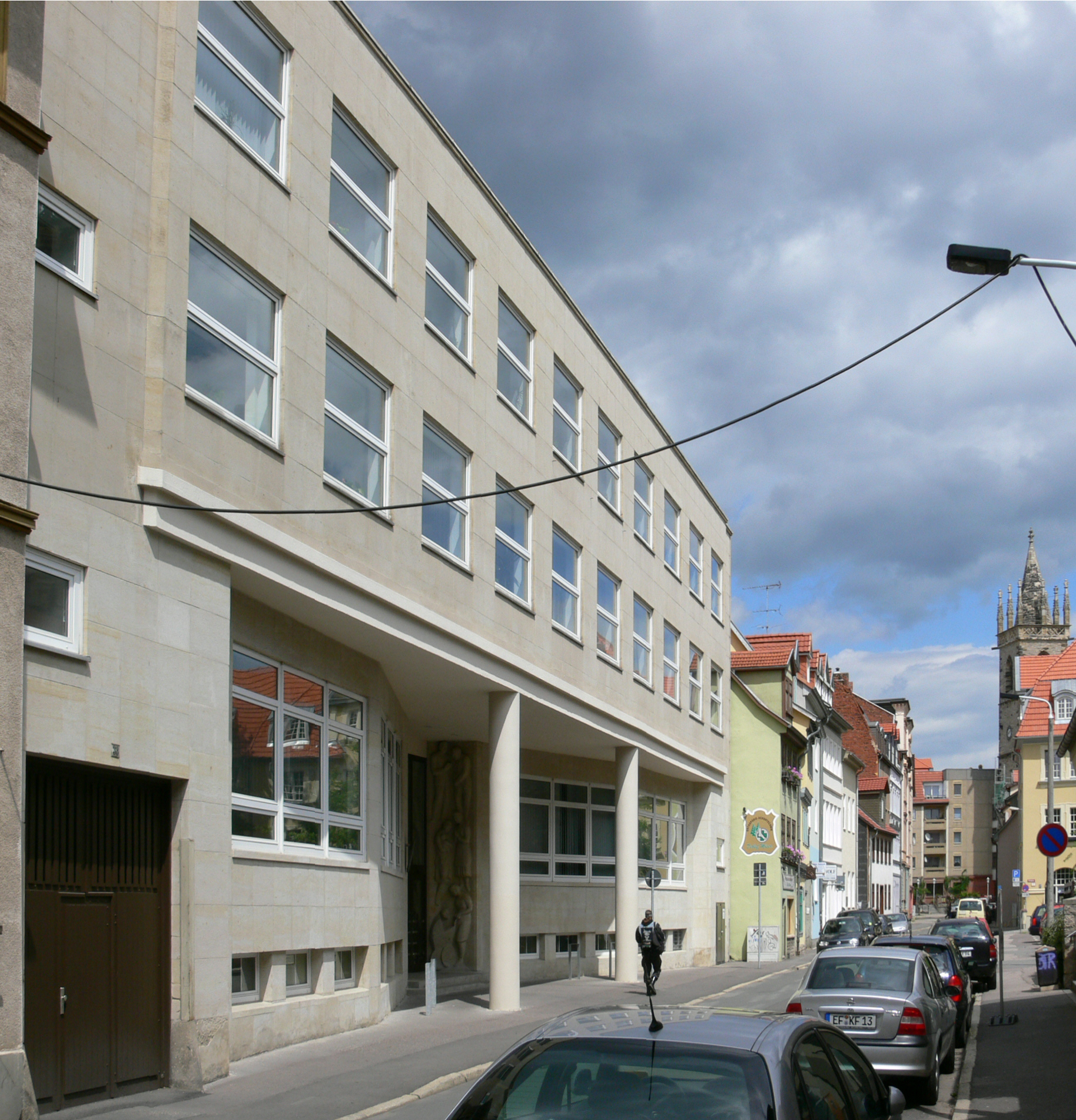
Gebäude der AOK Plus in Erfurt, erbaut 1930 von Theo Kellner

Die Allgemeine Ortskrankenkasse (AOK) Sachsen war eine von 1997 bis 2007 existierende Allgemeine Ortskrankenkasse mit Sitz in Dresden. Sie war am 1. Januar 1997 aus dem Zusammenschluss der AOK Dresden, der AOK Chemnitz, der AOK Leipzig und dem Landesverband Sachsen entstanden. Durch die Vereinigung mit der AOK Thüringen zum 1. Januar 2008 ging sie in die AOK Plus ein.

## Verwaltungsrat
Der AOK-Verwaltungsrat besteht je zur Hälfte aus Versicherten- und Arbeitgebervertretern (paritätische Besetzung). Alternierende Vorsitzende des Verwaltungsrates sind Sven Nobereit (Arbeitgebervertreter) und Iris Kloppich (Versichertenvertreter).
Über die Zusammensetzung des Verwaltungsrates wird alle sechs Jahre bei den Sozialwahlen entschieden.